# Yeasayer
Gli Yeasayer sono un gruppo musicale di pop psichedelico statunitense, originario di Brooklyn ed attivo dal 2006.

## Storia del gruppo
I primi tre componenti del gruppo, ossia Chris Keating, Ira Wolf Tuton e Anand Wilder formano la band nel 2006. La prima pubblicazione è rappresentata dalla doppia A-side Sunrise/2080. Entrambi i brani sono inseriti nell'album discografico di debutto del gruppo, ossia All Hour Cymbals, pubblicato nell'ottobre 2007 dalla We Are Free. Tra le influenze citate per questo album vengono inserite le colonne sonore dei film di Bollywood e la musica celtica. La band diventa famosa ed apprezzata anche per i live, che includono performance visive e psichedeliche. Nel 2008 il gruppo intraprende un tour con MGMT e Man Man per supportare Beck. Nello stesso anno tengono un concerto a cappella nella metropolitana di Parigi e si esibiscono in diversi festival tra cui Lollapalooza, Reading and Leeds Festivals e Pitchfork Music Festival. Partecipano al progetto di beneficenza Dark Was the Night promosso dalla Red Hot Organization (2009). Nel 2009 partecipano alla produzione dell'album Two Suns di Bat for Lashes.
Il secondo album in studio Odd Blood (Secretly Canadian/Mute Records) viene pubblicato nel febbraio 2010 e riceve numerosi apprezzamenti da parte della critica, venendo incluso nella lista dei "migliori album dell'anno" per TIME e Spin. Odd Blood raggiunge la posizione #63 della Billboard 200 e la #64 della Official Albums Chart. Diverse tracce estratte da Odd Blood, inoltre, vengono inserite in alcune serie e programmi televisivi come 90210, America's Next Top Model, The Good Wife, oltre che nel film Voices (2012).
Nell'agosto 2012 viene pubblicato Fragrant World, disco a cui partecipano numerosi artisti tra cui Dan Carey e Brian McOmber. L'album raggiunge la posizione #44 della classifica statunitense.

## Formazione
- Chris Keating - voce, tastiere, synth
- Ira Wolf Tuton - basso, cori
- Anand Wilder - chitarre, voce, tastiere, altri strumenti

## Discografia

### Album in studio
- 2007 – All Hour Cymbals
- 2010 – Odd Blood
- 2012 – Fragrant World
- 2016 – Amen & Goodbye
- 2019 - Erotic Reruns

### Extended play
- 2011 – End Blood

### Singoli
- 2007 – Sunrise/2080
- 2007 – Wait for the Summer
- 2009 – Ambling Alp
- 2010 – O.N.E.
- 2010 – Madder Red
- 2011 – I Remember
- 2012 – Henrietta
- 2012 – Longevity
- 2012 – Reagan's Skeleton